# 疣蟹蛛属
疣蟹蛛属（学名：Boliscus）是蟹蛛科下的一个属。

## 下属物种
本属包括以下物种：
- Boliscus decipiens O.Pickard-Cambridge, 1899
- Boliscus duricorius (Simon, 1880)
- 瘤疣蟹蛛 Boliscus tuberculatus (Simon, 1886)